# 미드라샤
미드라샤(히브리어: מדרשה‎)는 현재 세 가지 유형의 교육 기관에 사용되는 히브리어 용어이다.
- 고등학교 이후 여성을 위한 토라 연구 기관. "신학교"라고도 한다.
- 비공식 교육 대학 및 기관.
- 세미나를 개최하고 견학을 조직하는 자연과 생태학에 중점을 둔 이스라엘 현장 학교.

이 용어는 일반적으로 이스라엘에 위치하지만 토라 연구에 관련된 여성을 위한 교육 기관에 가장 일반적으로 사용되지만 다른 곳에서도 사용된다.
종교적 맥락에서 미드라샤는 예시바(남성용)라는 용어와 어느 정도 동일하다. 미드라샤는 또한 "여성 신학교"(히브리어 סינר‎ "세미나", 복수형 "신학교" 또는 때로는 "세미나리아")와 다소 유사하다. 이 신학교는 종종 더 전통주의 공동체와 연관되어 있지만 유사한 형태로 기능한다. 용어는 때때로 서로 바꿔서 사용할 수 있지만 "미드라쇼트"는 일반적으로 종교적 시오니즘과 연결되는 반면 여성의 "신학교"는 일반적으로 하레디 유대교와 연결된다. 또한 미드라샤라는 용어는 때때로 다원적 제도를 지칭하는 데 사용될 수 있다.

## 같이 보기
- 정통파 (유대교)
- 하레디파
- 여성 랍비 및 토라 학자
- 마드라사